# Xã Center, Quận LaPorte, Indiana
Xã Center (tiếng Anh: Center Township) là một xã thuộc quận LaPorte, tiểu bang Indiana, Hoa Kỳ. Năm 2010, dân số của xã này là 25.075 người.